# Aglaia
Aglaia é um género de plantas meliáceas (ordem Sapindales).
As espécies de Aglaia podem ter interesse económico, quer pela madeira, flores perfumadas, como planta ornamental ou pelos frutos comestíveis que algumas produzem.

## Espécies
| - Aglaia abbreviata: (China) - Aglaia acariaeantha: (New Guinea) - Aglaia acida: (Java) - Aglaia acminatissima: (Malaysia) - Aglaia acuminata: (Philippines) - Aglaia affinis: (Philippines) - Aglaia agglomerata: (New Guinea) - Aglaia agusanensis: (Philippines) - Aglaia aherniana: (Philippines) - Aglaia allocotantha: (New Guinea) - Aglaia alternifoliola: (Philippines) - Aglaia amplexicaulis - Aglaia andamanica: (Andaman islands) - Aglaia angustifolia: (Sumatra) - Aglaia annamensis: (SE Asia) - Aglaia antonii: (Philippines) - Aglaia apiocarpa: (Sri Lanka) - Aglaia apoana: (Philippines) - Aglaia araeantha: (New Guinea) - Aglaia archboldiana - Aglaia argentea: (Java) - Aglaia aspera: (Java) - Aglaia attenuata: (China) - Aglaia australiensis: (Queensland) - Aglaia axillaris - Aglaia badia: (Philippines) - Aglaia bamleri: (New Guinea) - Aglaia banahaensis: (Philippines) - Aglaia baramensis: (Borneo) - Aglaia barbanthera: (New Guinea) - Aglaia barbatula: (Java) - Aglaia barberi: (India) - Aglaia basiphylla: (Fiji) - Aglaia batjanica: (Malaysia) - Aglaia bauerleni: (New Guinea) - Aglaia beccarii: (Borneo) - Aglaia bergmanni: (Pacific) - Aglaia bernardoi: (Philippines) - Aglaia betchei: (Samoa) - Aglaia bicolor: (Philippines) - Aglaia boanana: (New Guinea) - Aglaia bordenii: (Philippines) - Aglaia borneensis: (Borneo) - Aglaia bourdillonii - Aglaia brachybotrys: (Philippines) - Aglaia brassii: (Solomon Islands) - Aglaia brevipeduncula: (New Guinea) - Aglaia brevipetiolata: (Philippines) - Aglaia brownii: (Queensland, New Guinea) - Aglaia cagayanensis: (Philippines) - Aglaia calelanensis: (Philippines) - Aglaia canarensis: (India) - Aglaia canariifolia: (Sulawesi) - Aglaia caroli: (New Guinea) - Aglaia carrii: (New Guinea) - Aglaia caudatifoliolata: (Borneo) - Aglaia cauliflora: (Sulawesi) - Aglaia caulobotrys: (Philippines) - Aglaia cedreloides: (New Guinea) - Aglaia celebica: (Sulawesi) - Aglaia ceramica - Aglaia chalmersi: (New Guinea) - Aglaia chartacea: (Sumatra) - Aglaia chaudocensis: (SE Asia) - Aglaia cinerea: (Malaya) - Aglaia cinnamomea: (New Guinea) - Aglaia clarkii: (Philippines) - Aglaia clemensiae: (New Guinea) - Aglaia clementis: (Borneo) - Aglaia conferta: (New Guinea) - Aglaia confertiflora: (Borneo) - Aglaia congylos: (Sri Lanka) - Aglaia copelandii: (Philippines) - Aglaia cordata: (Malaysia) - Aglaia coriacea: (Borneo) - Aglaia costata: (Philippines) - Aglaia crassinervia: (India) - Aglaia cremea: (New Guinea) - Aglaia cucullata - Aglaia cumingiana - Aglaia cuprea: (Philippines) - Aglaia cupreo-lepidota: (Philippines) - Aglaia curranii: (Philippines) - Aglaia curtisii - Aglaia cuspidata: (New Guinea) - Aglaia cuspidella: (Borneo) - Aglaia dasyclada: (China) - Aglaia davaoensis: (Philippines) - Aglaia decandra: (Nepal) - Aglaia densisquama: (Borneo) - Aglaia densitricha: (Malaysia) - Aglaia denticulata: (Philippines) - Aglaia diepenhorstii: (Sumatra) - Aglaia diffusa: (Philippines) - Aglaia diffusiflora: (Philippines) - Aglaia discolor: (Borneo) - Aglaia doctersiana: (New Guinea) - Aglaia duperreana: (SE Asia) - Aglaia dyeri: (Sulawesi) - Aglaia dysoxylifolia: (Sulawesi) - Aglaia edelfeldti: (New Guinea) - Aglaia edulis: (India, Fiji) - Aglaia elaeagnoidea: (Queensland) - Aglaia elaphina: (New Guinea) - Aglaia elegans - Aglaia elliptica - Aglaia elliptifolia: (Philippines) - Aglaia elmeri: (Borneo) - Aglaia ermischii: (Pacific) - Aglaia erythrosperma: (Malaysia, Borneo) - Aglaia euphorioides: (SE Asia) - Aglaia euryanthera: (New Guinea) - Aglaia euryphylla: (Java) - Aglaia eusideroxylon: (Java) - Aglaia evansensis - Aglaia everettii: (Philippines) - Aglaia exigua: (New Guinea) - Aglaia exstipulata - Aglaia flavescens: (New Guinea) - Aglaia flavida: (New Guinea) - Aglaia forbesiana: (New Guinea) - Aglaia forbesii: (Malaysia) - Aglaia forstenii: (Ambon) - Aglaia foveolata: (Malaysia, Borneo, Sumatra) - Aglaia fragilis - Aglaia fraseri: (Borneo) - Aglaia fusca: (Andaman Islands) - Aglaia gagnepainiana: (Laos) - Aglaia gamopetala: (Borneo) | - Aglaia ganggo: (Sumatra) - Aglaia gibbsiae: (New Guinea) - Aglaia gjellerupii: (New Guinea) - Aglaia glabrata - Aglaia glabriflora: (Malaysia) - Aglaia glaucescens: (Andaman Islands) - Aglaia glomerata: (Philippines) - Aglaia goebeliana: (Pacific) - Aglaia gracilis - Aglaia gracillima: (New Guinea) - Aglaia grandifoliola: (Philippines) - Aglaia grandis: (Borneo) - Aglaia greenwoodii - Aglaia griffithii: (Malaysia) - Aglaia hapalantha: (New Guinea) - Aglaia haplophylla: (Malaysia) - Aglaia harmsiana: (Philippines) - Aglaia hartmanni: (New Guinea) - Aglaia haslettiana: (India) - Aglaia havilandii: (Borneo) - Aglaia hemsleyi: (Sulawesi) - Aglaia heptandra: (Java) - Aglaia heterobotrys: (Sumatra) - Aglaia heteroclita: (Malaysia) - Aglaia heterophylla: (Borneo) - Aglaia heterotricha: (Tonga) - Aglaia hexandra: (Philippines) - Aglaia hiernii: (Malaysia) - Aglaia hoanensis: (SE Asia) - Aglaia hoii: (Vietnam) - Aglaia huberti: (Borneo) - Aglaia humilis - Aglaia hypoleuca: (Sumatra) - Aglaia ignea: (Sumatra) - Aglaia iloilo: (Philippines) - Aglaia insignis: (Borneo) - Aglaia integrifolia: (New Guinea) - Aglaia intricatoreticulata: (Malaysia) - Aglaia janowskyi: (New Guinea) - Aglaia javanica: (Sulawesi) - Aglaia kabaensis: (Sumatra) - Aglaia khasiana: (Indonesia) - Aglaia kingiana - Aglaia korthalsii: (SE Asia) - Aglaia kunstleri - Aglaia laevigata: (Philippines) - Aglaia lagunensis: (Philippines) - Aglaia lanceolata: (Philippines) - Aglaia lancilimba: (Philippines) - Aglaia langlassei: (Philippines) - Aglaia lanuginosa - Aglaia latifolia: (Java) - Aglaia lauterbachiana: (New Guinea) - Aglaia lawii: (India) - Aglaia laxiflora: (Borneo) - Aglaia ledermannii: (New Guinea) - Aglaia leeuwenii: (New Guinea) - Aglaia lepidopetala: (New Guinea) - Aglaia lepiorrhachis: (New Guinea) - Aglaia leptantha: (Sumatra) - Aglaia leptoclada: (New Guinea) - Aglaia leucoclada: (New Guinea) - Aglaia leucophylla - Aglaia littoralis: (Indonesia) - Aglaia llanosiana: (Philippines) - Aglaia loheri: (Philippines) - Aglaia longepetiolulata: (Sumatra) - Aglaia longifolia: (Java) - Aglaia longipetiolata: (Philippines) - Aglaia luzoniensis - Aglaia maboroana: (New Guinea) - Aglaia mackiana: (New Guinea) - Aglaia macrobotrys: (Philippines) - Aglaia macrocarpa - Aglaia macrostigma - Aglaia magnifoliola: (Sunda Island) - Aglaia maiae: (Indonesia) - Aglaia maingayi: (Malaysia) - Aglaia malabarica: (India) - Aglaia malaccensis - Aglaia marginata: (Thailand) - Aglaia mariannensis: (Philippines) - Aglaia matthewsii: (Borneo) - Aglaia megistocarpa: (Borneo) - Aglaia meliosmoides: (Thailand) - Aglaia membranifolia: (Malaysia) - Aglaia menadonensis: (Sulawesi) - Aglaia meridionalis - Aglaia merrillii: (Philippines) - Aglaia micrantha: (Philippines) - Aglaia micropora: (Philippines) - Aglaia minahassae: (Sulawesi) - Aglaia mindanaensis: (Philippines) - Aglaia minutiflora: (Indonesia) - Aglaia mirandae: (Philippines) - Aglaia monophylla: (Philippines) - Aglaia monozyga: (Borneo) - Aglaia montana: (Java) - Aglaia motleyana: (Borneo) - Aglaia moultonii: (Borneo) - Aglaia mucronulata: (Java) - Aglaia multiflora: (Philippines) - Aglaia multifoliola: (Philippines) - Aglaia multijuga: (Fiji) - Aglaia multinervis - Aglaia myriantha: (Philippines) - Aglaia myristicifolia: (New Guinea) - Aglaia negrosensis: (Philippines) - Aglaia neotenica: (Borneo) - Aglaia nivea - Aglaia nudibacca: (Solomon Islands) - Aglaia oblanceolata: (Tailândia) - Aglaia obliqua: (Nova Guiné) - Aglaia oblonga: (SE Ásia) - Aglaia ochneocarpa: (Sumatra) - Aglaia odoardoi: (Bornéu) - Aglaia odorata: (China) (murta-do-campo) - Aglaia odoratissima - Aglaia oligantha: (Philippines) - Aglaia oligocarpa: (Sumatra) - Aglaia oligophylla: (Sumatra) - Aglaia oxypetala - Aglaia pachyphylla: (Sumatra) - Aglaia palauensis: (Palau island) - Aglaia palawanensis - Aglaia palembanica: (Bornéu) - Aglaia pallida - Aglaia pamattonis: (Bornéu) | - Aglaia paniculata: (Indonesia) - Aglaia parksii - Aglaia parviflora: (Nova Guiné) - Aglaia parvifolia: (Filipinas) - Aglaia parvifoliola: (Nova Guiné) - Aglaia pauciflora: (Philippines) - Aglaia pedicellaris: (Indonesia) - Aglaia peekelii: (Bismarck Archipel) - Aglaia penningtoniana: (New Guinea) - Aglaia perfulva: (Philippines) - Aglaia perviridis: (Indonesia) - Aglaia phaeogyna: (New Guinea) - Aglaia pirifera: (China) - Aglaia pleuropteris: (Vietnam) - Aglaia poilanei: (Vietnam) - Aglaia polyneura: (New Guinea) - Aglaia polyphylla: (Java) - Aglaia ponapensis (Caroline Islands) - Aglaia porulifera: (New Guinea) - Aglaia poulocondorensis: (SE Asia) - Aglaia procera: (Solomon Islands) - Aglaia psilopetala: (Polynesia) - Aglaia puberulanthera: (New Guinea) - Aglaia puncticulata: (Philippines) - Aglaia pycnocarpa: (Sumatra) - Aglaia pycnoneura: (New Guinea) - Aglaia pyramidata: (China) - Aglaia pyricarpa: (Sumatra) - Aglaia pyriformis: (Philippines) - Aglaia pyrrholepis: (Java) - Aglaia querciflorescens: (Philippines) - Aglaia quocensis: (SE Asia) - Aglaia racemosa: (Borneo) - Aglaia ramosii: (Philippines) - Aglaia ramotricha: (Borneo) - Aglaia ramuensis: (New Guinea) - Aglaia rechingerae: (Bismarck Archipelago) - Aglaia reinwardtii: (Sulawesi) - Aglaia repoeuensis: (SE Asia) - Aglaia reticulata: (Philippines) - Aglaia rimosa - Aglaia rivularis: (Borneo) - Aglaia rizalensis: (Philippines) - Aglaia robinsonii: (Philippines) - Aglaia rodatzii: (New Guinea) - Aglaia roemeri: (New Guinea) - Aglaia roxburghiana: (SE Asia) - Aglaia rubiginosa - Aglaia rubra: (New Guinea) - Aglaia rubrivenia: (Solomon Islands) - Aglaia rudolfi: (New Guinea) - Aglaia rufa: (Sumatra) - Aglaia rufinervis - Aglaia rugulosa: (Malaysia, Borneo) - Aglaia salicifolia: (Malaysia) - Aglaia saltatorum: (Tonga Island) - Aglaia samarensis: (Philippines) - Aglaia samoensis: (Samoa) - Aglaia saxonii: (New Guinea) - Aglaia schlechteri: (New Guinea) - Aglaia schraderiana: (New Guinea) - Aglaia schultzei: (New Guinea) - Aglaia sclerocarpa: (Sulawesi) - Aglaia scortechinii - Aglaia sexipetala - Aglaia shawiana: (Borneo) - Aglaia sibuyanensis: (Philippines) - Aglaia silvestris - Aglaia simplex: (Borneo) - Aglaia simplicifolia: (New Guinea) - Aglaia smithii: (Sulawesi) - Aglaia somalensis: (Somaliland) - Aglaia sorsogonensis: (Philippines) - Aglaia spaniantha: (New Guinea) - Aglaia spectabilis - Aglaia speciosa - Aglaia splendens: (Java) - Aglaia squamulosa: (SE Asia) - Aglaia stapfii: (Sulawesi) - Aglaia steinii: (New Guinea) - Aglaia stellato-tomentosa: (Philippines) - Aglaia stellipila: (New Guinea) - Aglaia stenophylla: (Philippines) - Aglaia sterculioides: (Borneo) - Aglaia subcuprea: (New Guinea) - Aglaia subgrisea: (Malaysia) - Aglaia subminutiflora: (New Guinea) - Aglaia submonophylla: (Borneo) - Aglaia subsessilis: (Borneo) - Aglaia subviridis: (Philippines) - Aglaia sulingi: (Java) - Aglaia tarangisi: (Philippines) - Aglaia tayabensis: (Philippines) - Aglaia taynguyenensis: (Vietnam) - Aglaia tembelingensis: (Malaysia) - Aglaia tenuicaulis: (Malaysia) - Aglaia tenuifolia: (China) - Aglaia testicularis: (China) - Aglaia teysmanniana: (Sumatra) - Aglaia tomentosa: (Indonesia) - Aglaia trichostemon: (Borneo) - Aglaia trichostoma: (New Guinea) - Aglaia trimera: (Borneo) - Aglaia tripetala: (Borneo) - Aglaia trunciflora: (Philippines) - Aglaia tsangii: (China) - Aglaia turczaninowii: (Philippines) - Aglaia ulawaensis: (Solomon Islands) - Aglaia umbrina: (Philippines) - Aglaia undulata: (Indonesia) - Aglaia unifolia - Aglaia unifoliata: (Borneo) - Aglaia urdanetensis: (Philippines) - Aglaia uropbylla: (New Guinea) - Aglaia variisquama: (Malaysia, Borneo) - Aglaia venusta: (Hawaii) - Aglaia versteeghii: (New Guinea) - Aglaia villamilii: (Philippines) - Aglaia vitiensis: (Hawaii) - Aglaia vulpina: (New Guinea) - Aglaia wallichii: (Indonesia) - Aglaia wangii: (China) - Aglaia whitmeei: (Samoa) - Aglaia winckelii: (Java) - Aglaia yunnanensis: (China) - Aglaia yzermannii: (Malaysia) - Aglaia zippelii: (New Guinea) - Aglaia zollingeri: (Java) - Lista completa |